# Elodia ambulatoria
Elodia ambulatoria är en tvåvingeart som först beskrevs av Johann Wilhelm Meigen 1824.  Elodia ambulatoria ingår i släktet Elodia och familjen parasitflugor. Arten är reproducerande i Sverige. Inga underarter finns listade i Catalogue of Life.